# Кастель (заказник)
Касте́ль (крим. Qastel, Къастель Qastel, К'астель) — ботанічний заказник місцевого значення, розташований на території Алуштинської міської ради (Крим). Створено 11 листопада 1979 року. Площа — 150 га. Землекористувач — Міністерство екології та природних ресурсів Республіки Крим та державна автономна установа Республіки Крим «Алуштинське лісомисливське господарство».

## Історія
Заказник створений Рішенням виконавчого комітету Кримської обласної Ради народних депутатів від 11.11.1979 № 617 «Про організацію заказників дикорослих лікарських рослин».
Є державним природним заказником регіонального значення, згідно з Розпорядженням Ради Міністрів Республіки Крим від 05.02.2015 № 69-р «Про затвердження Переліку особливо охоронюваних природних територій регіонального значення Республіки Крим».

## Опис
Заказник створений із метою збереження, відновлення та раціонального використання типових і унікальних природних комплексів: цінного флористичного комплексу. На території заказника забороняється або обмежується будь-яка діяльність, якщо вона суперечить цілям його створення або заподіює шкоду природним комплексам і їх компонентам.
Заказник розташований на Південному березі Криму біля гори Кастель, що між селами Виноградний і Лазурне — на території Запрудненського лісництва (квартали 70, 71).
Найближчий населений пункт — села Виноградний і Лазурне, місто — Алушта.

## Природа
Природа заказника представлена лісом (домінування дуба і буку) за участю ялівцю високого (Juniperus excelsa Bieb.), фісташки (Pistacia atlantica Desf.) та суничнику дрібноплодного (Arbutus andrachne L.).